# Софулу (Газахский район)
Софулу (азерб. Sofulu) — деревня в Закавказье. Согласно административно-территориальному делению Армении, фактически контролирующей деревню, она расположена в Тавушской области, согласно административно-территориальному делению Азербайджана — в Газахском районе Азербайджана.

## История
Во время Первой карабахской войны Софулу, расположенная далеко от Карабаха, окружённая территорией Армении как азербайджанский эксклав, перешла под контроль вооружённых сил Армении.